# 瓦西里·德海莱亚努
瓦西里·德海莱亚努（羅馬尼亞語：Vasile Deheleanu，1910年8月12日—2003年4月30日），罗马尼亚男子足球运动员，司职中场。他曾代表罗马尼亚国家队参加1934年国际足联世界杯，结果队伍止步十六强。